# 鈴木マサキ
鈴木 マサキ（すずき マサキ、1969年11月7日 - ）は、日本のギタリスト、作曲家、編曲家。神奈川県横浜市出身。

## 概要
血液型B型。6歳のときにエレクトーンを習い始め、14歳からエレクトリック・ギターを始める。高校時代はギター部に所属していた。
卒業後、鬼頭径五に師事する。その後は音楽業界から離れ、調理師の修行を3年間行っていたが音楽への情熱が再燃し、ギタリストとしての活動を再開
作曲家、編曲家としてアーティストへの楽曲提供をはじめ、CM音楽、アニメ・ゲームの主題歌やTV番組のBGMなど、幅広い分野の楽曲を手掛けている。
ほめられてのびるらじおPP 第29回放送では橋本みゆきとともに生演奏を披露した。また番組内で、ニックネームを「まーくん♥」と紹介された。ライブなどにギタリストとして参加したときは「まーくん（語尾上げ目）」「まーくんハート」と紹介されたり呼ばれたりすることがある。

## 楽曲
- 橋本みゆき
  - Be Ambitious,Guys!（編曲）[2]
  - Pieces（編曲）[2]
  - ありがと!（編曲）[3]
  - screaming（編曲）[4]
  - dust trail（編曲）[4]
  - あなたを守りたい（編曲）[5]
  - Astraea（編曲）PCゲーム『マブラヴ（限定解除版）』ED主題歌[6]
  - little wish（編曲）[6]
  - 太陽に手をのばせ（編曲）PS2ゲーム『ガンパレード・オーケストラ 緑の章 〜狼と彼の少年〜』OP主題歌[6]
  - Prismatic colors（編曲）[6]
  - 微熱S.O.S!!（solitude version）（編曲）[6]
  - L（作曲・編曲）
  - あなたを守りたい（編曲）
  - dust trail（編曲）
  - 〜Love Song〜（編曲）
  - 跪くまで5秒だけ!（編曲）[7]
  - Sha-la-la（編曲）[7]
  - TIME（編曲）PCゲーム『明日の君と逢うために』OP主題歌
  - to the sky（作曲・編曲）PCゲーム『MagusTale 〜世界樹と恋する魔法使い〜』OP主題歌
  - 秘密レシピ（作曲・編曲）PCゲーム『さくらシュトラッセ』OP主題歌
  - True fairy tale from happy princess（編曲）PCゲーム『はっぴぃプリンセス』OP主題歌
  - あかねの坂（編曲）
  - Brilliant Moment（編曲）
  - Fortune's wheel（編曲）[8]
  - glorious days（作曲・編曲）PCゲーム『さくらんぼシュトラッセ』OP主題歌[8]
  - Voice（編曲[8]
  - セ・キララ（編曲）[9]
  - Sweep away!（編曲）[10]
  - natural tone（編曲）TVアニメ『SHUFFLE! MEMORIES』ED主題歌
  - Eternal Sky（作曲・編曲）PCゲーム『プリミティブリンク』OP主題歌
  - Love Song（作曲・編曲）PCゲーム『プリミティブリンク』ED主題歌
  - Dazzle Pink（作曲・編曲）PCゲーム『春色桜瀬』ED主題歌
  - この気持ちを風にのせて（編曲）PCゲーム『えむぴぃ 〜Maid Promotion Master〜』OP主題歌
  - I will pray（編曲）PCゲーム『えむぴぃ 〜Maid Promotion Master〜』ED主題歌
  - 水の星へ愛をこめて（編曲）TVアニメ『機動戦士Ζガンダム』後期OP主題歌・カバー[11]
  - サイレントヴォイス（編曲）TVアニメ『機動戦士ガンダムΖΖ』 後期OP主題歌・カバー[11]
  - glitter（作曲・編曲）PCゲーム『MagusTale Infinity』OP主題歌
- YURIA
  - YOU（編曲）[12]
  - モノクローム（Studio Live Version）（編曲）[12]
  - baby kiss（編曲）[12]
  - never say goodbye（編曲）[13]
  - Fateful Encounters（編曲）[13]
- yozuca*
  - サクライロノキセツ crunch world mix（編曲）[14]
  - タンポポの綿帽子（編曲）[15]
  - キラメク（編曲）[16]
  - まぶしくてみえない（編曲）[17]
  - サイレントヴォイス（編曲））[18]
  - タンポポの綿帽子（編曲）
- 椎名へきる
  - Unknown colors（編曲）
- 遠藤正明
  - 環境超人エコガインダー（編曲）[19]
  - I will… （編曲）[20]
  - FLASH THE NIGHT （作曲・編曲）[20]
  - BELIEVE IN NEXUS （編曲）[19]
  - 明日への道〜Going my way!!〜 （編曲）[19]
- 後藤邑子
  - 約束の日へ（編曲）[21]
  - ヨロシク・トゥモロー（作曲・編曲[21]
  - 未来の想い出（編曲）[22]
  - ごほうびのキスをあげるわ（編曲）[22]
- JAM Project
  - レスキューファイアー（編曲）[23]
  - Battle No Limit!（編曲）[24]
  - 爆鎮完了!レスキューファイアー（編曲）[25]
  - ReBirth of Dream（編曲）[26]
  - LIMIT BREAK（編曲）[27]
- 平野綾
  - Breakthrough（編曲）[28]
  - 一番星（編曲）[28]
- 佐咲紗花
  - Heaven's gate（編曲） PCゲーム『なないろ航路』挿入歌[29]
- キャラクターソングなど
  - あいのたね（作曲・編曲）
  - Give me ×××!!（作曲・編曲）
  - ダーリン（作曲・編曲）
  - ふたりしかいなかった（編曲）[30]
  - Agnus dei（編曲）[31]
  - Death comes（編曲）[32]
  - Alarm:Entry（編曲）[33]
  - パラレルDays（編曲）[34]
  - めがっさ好奇心（編曲）[35]
  - 超ヒーロー伝説 - アニメ『バクマン。』劇中歌（編曲）[36]